# Estación de Álora
Álora es una estación ferroviaria situada en el municipio español homónimo en la provincia de Málaga. Cuenta con servicios de media distancia operados por Renfe y forma parte de la línea C-2 de la red de Cercanías Málaga.

## Situación ferroviaria
La estación se encuentra en el punto kilométrico 155,3 de la línea férrea 430 de la red ferroviaria española que une Córdoba con Málaga, a 103 metros de altitud. El tramo es de vía única y está electrificado.

## Historia
La estación fue puesta en servicio el 16 de septiembre de 1863 con la apertura del tramo Málaga-Álora de la línea que pretendía unir Córdoba con Málaga. Las obras corrieron a cargo de la Compañía del Ferrocarril de Córdoba a Málaga que se constituyó con este propósito en 1861. Sin embargo su gestión, debido a los malos resultados económicos no duró mucho y la compañía acabó integrándose en 1877 en la Compañía de los Ferrocarriles Andaluces. En 1941, con la nacionalización de la totalidad de la red ferroviaria española la estación pasó a ser gestionada por RENFE. Desde el 31 de diciembre de 2004 Renfe Operadora explota la línea mientras que Adif es la titular de las instalaciones ferroviarias.

## Servicios ferroviarios

### Media distancia
Tiene parada en la estación un tren MD que cubre el trayecto Málaga-Sevilla de la línea 67 de Media Distancia de Renfe. 
| Línea MD | Trenes | Origen                |  | Destino             |
| -------- | ------ | --------------------- |  | ------------------- |
| 67       | MD     | Málaga-Maria Zambrano |  | Sevilla-Santa Justa |

### Cercanías
La estación forma parte de la línea C-2 de la red de Cercanías Málaga siendo el terminal norte de la línea. Se necesita algo menos de cuarenta y cinco minutos para alcanzar el otro extremo del recorrido en el centro de Málaga. La frecuencia habitual es de un tren cada hora. 